# IOS 4
Az iOS 4 az Apple Inc. iOS operációs rendszerének negyedik tagja, amelyet iPhone, iPod touch és iPad készülékek használnak. 2010. június 21-én jelent meg. Ez volt az első olyan iPhone operációs rendszer, amely egyszerű iOS nevet kapott. Ez volt az első olyan főbb iOS kiadás, amely egyes készülékeket már nem támogatott, és az első olyan, amelyért az iPod Touch felhasználóknak nem kellett fizetniük.
Az iPhone 3G és a második generációs iPod touch készülékekből hiányoztak a multitasking és a háttérkép beállítás funkciók, míg az iPhone 3GS, iPhone 4 és a harmadik és negyedik generációs iPod Touch-ban helyet kaptak. Az első generációs iPhone és iPod Touch készülékeken nem használható az iOS 4 és későbbi iOS verziók.

## iOS 4-et használó eszközök
| iPhone                              | iPod touch                                                                                           | iPad                                               |
| - iPhone 3G - iPhone 3GS - iPhone 4 | - iPod touch (második generáció) - iPod touch (harmadik generáció) - iPod touch (negyedik generáció) | - iPad (első generáció) - iPad (második generáció) |

## iOS 4 verziók
- iPhone 3G, iPhone 3GS, iPhone 4 és iPod Touch (2. és 3. gen.)
  - 4.0 (2010. június 21.)
  - 4.0.1 (2010. július 15.)
  - 4.0.2 (2010. augusztus 11.)
- iPhone 3G, iPhone 3GS, iPhone 4 és iPod Touch (2., 3. és 4. gen.)
  - 4.1 (2010. szeptember 8.)
- iPhone 3G, iPhone 3GS, iPhone 4, iPod Touch (2., 3. és 4. gen.) és iPad (1. gen.)
  - 4.2
  - 4.2.1 (2010. november 22.)
  - 4.2.5 (2011. február 7.)
  - 4.2.6 (2011. február 10.)
  - 4.2.7 (2011. április 14.)
  - 4.2.8 (2011. május 4.)
  - 4.2.9 (2011. július 15.)
  - 4.2.10 (2011. július 25.)
- iPhone 3GS, iPhone 4, iPod Touch (3. és 4. gen.), iPad (1. gen.) és iPad 2
  - 4.3 (2011. március 9.)
  - 4.3.1 (2011. március 25.)
  - 4.3.2 (2011. április 14.)
  - 4.3.3 (2011. május 4.)
  - 4.3.4 (2011. július 15.)
  - 4.3.5 (2011. július 25.)

## iOS 4 verziók az Apple TV-n
Az iOS 4.1 volt az első olyan iOS verzió, amely elérhető volt az Apple TV-n (második generáció), tartalmazza az Apple TV Software 4.0.-t.
- 4.0 (iOS 4.1, 2010. szeptember 1.)
- 4.1 (iOS 4.2, 2010. november 22.)
- 4.1.1 (iOS 4.2.1, 2010. december 14.)
- 4.2.1 (iOS 4.3, 2011. március 22.)
- 4.2.2 (iOS 4.3, 2011. május 11.)
- 4.3 (iOS 4.3, 2011. augusztus 1.)